# Natanael Cano
Nathanahel Rubén Cano Monge (Hermosillo, Sonora, 27 de marzo de 2001) es un cantante y compositor mexicano dedicado principalmente al género musical corridos tumbados, además de ser acreditado como precursor del mismo.
Publicó su primer álbum de estudio Todo es diferente en 2019 a través de la compañía discográfica independiente La R Records. Su fama llegó con su segundo álbum de estudio Corridos Tumbados, lanzado el mismo año después de firmar con la disquera estadounidense Rancho Humilde, convirtiéndose en el artista más exitoso y famoso firmado por esta hasta la actualidad. Su álbum Nata Montana lanzado en 2023, contó con sencillos de alto reconocimiento como «Mi bello ángel», «AMG», «Mas altas que bajadas», «Pacas de billetes», logrando su álbum más exitoso.
Algunos de sus éxitos son: «Soy el Diablo (Remix)», «El drip» «Amor tumbado», «PRC» y «Ch y la pizza». Ha sido ganador de un Premio Juventud y un Premio Lo Nuestro, asimismo ha recibido nominaciones a premios como iHeart Radio, Latin Billboards, Latin American Music Awards y MTV EMA's.

## Primeros años
Motivado por su padre comenzó a tocar la guitarra y cantar a los 9 años cuando cantaba para su familia en reuniones, al cursar la escuela secundaria fue cuando se hizo más fuerte su gusto por la música, ya que no era un estudiante destacado. Fue en su natal México donde comenzó a interpretar los hoy conocidos corridos tumbados, esto mientras realizaba presentaciones musicales con sus compañeros en algunos ratos libres que tenían entre clases, además de haberse influenciado por la carrera del cantante Ariel Camacho. Cano dejó la preparatoria para hacer una carrera musical y se mudó a Estados Unidos para buscar la fama.

## Carrera musical

### Inicios yTodo es diferente

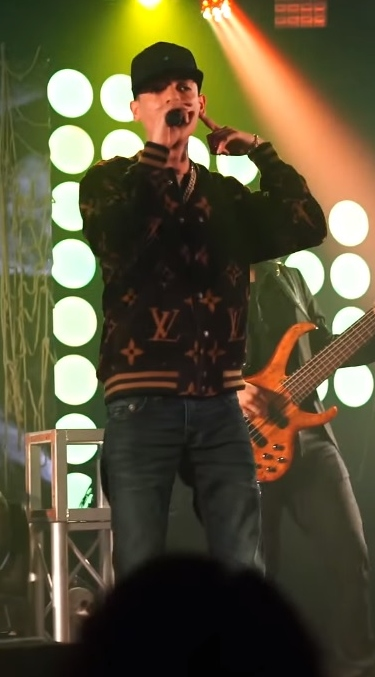
Natanael Cano durante un concierto en 2019

Natanael Cano comenzó su carrera en el año de 2018 en la disquera independiente Five Music, con la que lanzó solamente cinco sencillos, su sencillo debut fue «El de los lentes Gucci». A mediados de 2019, firmó con la disquera La R Records para publicar su primer álbum de estudio titulado Todo es diferente publicado en junio de ese año. Meses después, firmó contrato con la compañía Rancho Humilde, ubicada en Los Ángeles, y en octubre del mismo año lanzó la canción «El drip», su primer gran éxito en listas musicales, la canción se posicionó en el top 50 del Hot Latin Songs de Estados Unidos y logró vender 480 mil copias en ese país. A finales de 2019, Cano se hizo viral en gran parte de América, cuando el reguetonero puertorriqueño Bad Bunny reaccionó en un video a la música del mexicano cantando la canción «Soy el Diablo», pista que forma parte del primer álbum de Natanael, lo que desencadenó una colaboración y así en octubre lanzar juntos el remix de la canción, fusionando los géneros de ambos artistas. El remix fue bien recibido comercialmente aunque tuvo críticas mixtas, llamándolo distintos medios como un "tema musical potente e innovador" y como un "dueto que nunca debió pasar". Este se posicionó en el top 20 del Hot Latin Songs y recibió un Premio Juventud al ganar la categoría Colaboración OMG en 2020. Fue certificada como 4 veces platino por la RIAA al vender 240 mil unidades en el mercado estadounidense.

### 2019:Corridos tumbados,Mi verdadyMi nuevo yo
El 31 de octubre de 2019, lanzó su segundo álbum de estudio y primer álbum colaborativo Corridos Tumbados a través de Rancho Humilde, en el que participó junto a Junior H, Dan Sánchez y Nueva Era, álbum que les dio fama internacional por su sonido ya que fusionaron la música regional mexicana con el trap. Thom Jurek de AllMusic, lo nombró como un "manifiesto para una nueva generación de fanáticos de los corridos". Fue bien aceptado tanto en la crítica como en lo comercial ya que marcó la primera y única entrada de Cano a la lista Hot 200, listado de álbumes más importante de Estados Unidos. De igual manera, debutó en la Top Latin Albums en el top 5. Para promocionarlo, se lanzaron 3 sencillos, «El drip», «Disfruto lo malo» y «El cazador».
El 22 de noviembre de 2019, publicó su primer EP Mi verdad corridos tumbados, EP que compiló nuevas versiones de algunas canciones de sus dos álbumes pasados. Al lanzarlo, avanzó en la consolidación del subgénero en el medio musical reinventando los corridos, ganando popularidad entre los mexicanos y estadounidenses.
Un mes después, publicó su tercer álbum de estudio Mi Nuevo Yo, trabajo que se colocó como el álbum latino número 1 en el chart de Apple Music por encima de Historias de un capricornio (2019) del reguetonero Arcángel. Se lanzó la canción «Amor tumbado» como primer sencillo y meses después, se relanzó con la colaboración del cantante Alejandro Fernández, fue ganadora de un Premio Juventud a La Más Picosa en 2020, de un premio Latin American Music a Canción del Año en 2021, fue también nominada a un Premio Lo Nuestro como Canción del Año Regional Mexicano el mismo año. El sencillo fue top 10 en la lista Hot Latin Songs en Estados Unidos.

### 2020-2022: Discos, EPs y reconocimiento internacional
El 20 de enero de 2020, Cano y el cantante cubano de música urbana Ovi colaboraron en el tema «Pacas verdes» la que sería la primera de varias colaboraciones entre los dos artistas que comparten disquera. La canción logró llegar a la posición 28 de la Hot Latin Songs, dándole al cubano su primera entrada en el listado. La canción vendió 300 mil copias y se certificó como 5 veces Platino por la RIAA en los Estados Unidos.
El 14 de febrero de 2020, por celebración del día de San Valentín —o Día del Amor y la Amistad—, lanzó su segundo EP Corazón tumbado, incluyendo 5 pistas y colaborando con Junior H, Herencia de Patrones y Porte Diferente en tres diferentes canciones respectivamente. Después de varios sencillos exitosos y álbumes que estaban cambiando la forma de componer corridos en el medio mexicano, Cano decidió escribir sobre el romanticismo, ciclo de letras románticas que había iniciado con el sencillo «Amor tumbado» y lanzó el EP para darle fin a esa era para continuar con su movimiento de corridos tumbados. Corazón tumbado figuró en la lista Top Latin Albums en el puesto número 12. Ese mes la revista Billboard lo nombró un "rompedor de listas musicales", luego que usara más sonidos urbanos en sus canciones.
En abril participó en la canción «Cuenta conmigo», junto a Los Tigres del Norte, Fuerza Regida y Ana Bárbara, canción que se utilizó en la campaña hecha por Univisión y Uforia para invitar a los hispanohablantes a participar en el Censo de 2020 de los Estados Unidos. La canción fue nombrada como un "himno del censo" por la revista Rolling Stone. Gracias a su promoción en las radios, fue top 50 en la lista Latin Airplay de Billboard. El 5 de mayo de 2020 lanzó la canción «Arriba» —una de las canciones más populares de su carrera— la cual habla del momento en el que Cano tuvo que dejar su hogar para seguir sus sueños siendo una reflexión hacia sus inicios, una de las causas de su popularidad fue el hecho de que es del género trap en su totalidad. El video musical fue estrenado al mismo tiempo que la canción y este muestra secuencias de videos caseros sobre su adolescencia y de sus primeras presentaciones como cantante. La letra de «Arriba» fue también popular por samplear a modo de interpolación algunas frases de la canción «Fuentes de Ortiz» del cantante de música alternativa Ed Maverick. Distintos medios recibieron el sencillo de forma positiva opinando del cantante que "su originalidad no ha hecho más que favorecerle" y nombrándolo como uno de los exponentes más reconocidos del género. La canción ha logrado vender hasta el momento 240 mil copias en Estados Unidos, por lo se le otorgó la certificación 4 veces Platino por la RIAA y se colocó en el lugar 31 de la lista Hot Latin Songs en ese país.
El 29 de mayo de 2020, lanzó su segundo álbum colaborativo y cuarto álbum de estudio en general, en el que participan como artistas principales Dan Sánchez, Nueva Era, Juanillo Díaz, Joaquín Medina, Carlos Torres, Ivonne Galáz y el mismo Natanael, y como artistas invitados: Ovi, Junior H, Esteban Gabriel y Natalie López.[cita requerida] En octubre de 2020, Natanael Cano se presentó en el programa estadounidense Jimmy Kimmel Live! del conductor Jimmy Kimmell. Hoy la música del sello Rancho Humilde es distribuida por Warner Music Latina y firma colaboraciones con artistas como Junior H, Ovi, Snoop Dogg, entre otros. En marzo de 2023 la revista Billboard lo nombró como uno de los próximos influyentes más importantes de la música regional en Estados Unidos del año, junto a Grupo Frontera, Peso Pluma y Chino Pacas.
En 2021 lanza su sexto álbum de estudio titulado A mis 20 y otro EP de nombre Nata. Su álbum llegó al puesto número 1 en la lista de Regional Mexican Albums de Billboard. A pesar de sus proyectos exitosos, anunció que lanzaría el mejor álbum de su carrera el siguiente año. Ese año fue de presentaciones nacionales, en estados como Monterrey y Ciudad de México. A mis 20 tuvo once temas y tres colaboraciones, fue lanzado bajo el sello discográfico Rancho Humilde. Natakong, su séptimo álbum de estudio le permitió hacer una gira internacional presentándose en España, Canadá, entre otros países. El disco fue estrenado el 8 de abril de 2022, contiene 18 sencillos y colaboraciones con los artistas Steve Aoki, Lil Mosey, Junior H, Tyan G, Badguychapo y Codiciado. También presentó el álbum en el Festival de Música y Artes de Coachella.

### 2023-2024:Nata Montanae interpretaciones de éxitos
El 30 de junio de 2023, Cano lanzó su undécimo álbum de estudio Nata Montana, el cual contó con las colaboraciones de varios artistas como Tito Torbellino Jr, Hernan Trejo, Amilkar Galaviz, Peso Pluma, Luis R. Conriquez, Junior H, Chino Pacas, Gabito Ballesteros y Dan Sanchez. El álbum marcó un retorno al estilo clásico de los corridos tumbados y no incluyó ninguna canción de trap o electrónica. Originalmente contaba con 16 pistas pero la canción Cuerno Azulado (un narcocorrido que abría el álbum) fue censurada de las plataformas y el álbum fue reelanzado, pero ahora solo incluía las otras 15 canciones. El álbum incluye éxitos como «Mi bello ángel», «AMG», «Como es arriba es abajo» y «Pacas de billetes». La revista Billboard ubicó a Nata Montana entre los 25 mejores álbumes de música latina de 2023.
El 10 de octubre de 2023, lanzó su interpretación «O me voy o te vas», sencillo de Marco Antonio Solís, ubicándose en el puesto número 13 en Mexico Songs y 47 en Hot Latin Songs. Además obtuvo más de 175 millones de visualizaciones en YouTube en siete meses. Sus interpretaciones, en este año, fueron exitosas tanto como en el sencillo de Solís como con «Mi bello ángel» de América Sierra o «El toro encartado» de Los Plebes del Rancho de Ariel Camacho.
El 24 de agosto de 2024, como parte de uno de los conciertos de su Tumbado Tour, cantó para 65 mil espectadores en el Estadio GNP en Ciudad de México.

## Otros proyectos
En 2023, Cano se incursionó como actor, interpretando al personaje «Lil Vato» en la serie de HBO Max llamada VGLY, estrenada en mayo de 2023.

## Discografía
| Álbumes de estudio - 2019: Todo es diferente - 2019: Mi nuevo yo - 2020: Corridos tumbados Vol. 2 - 2020: Trap tumbado - 2020: Soy el Nata - 2021: A mis 20 - 2022: Natakong - 2023: Nata Montana | Álbumes colaborativos - 2019: Corridos tumbados (con Dan Sanchez y Junior H) - 2020: Las 3 torres (con Ovi y Junior H) | Extended play - 2019: Mi verdad, corridos tumbados - 2020: Corazón tumbado - 2021: Nata | Álbumes recopilatorios - 2022: Soy el diablo (con El Primo) |

## Giras
- 2024: Tumbado Tour

## Filmografía
| Año  | Título | Papel    | Notas               | Ref.   |
| ---- | ------ | -------- | ------------------- | ------ |
| 2023 | Vgly   | Lil Vato | Serie para HBO Max. | [ 72 ] |

## Premios y nominaciones
| Año  | Premio                       | Categoría                                  | Trabajo nominado | Resultado | Ref.   |
| ---- | ---------------------------- | ------------------------------------------ | ---------------- | --------- | ------ |
| 2020 | Premios Juventud             | Colaboración OMG                           | «Soy el Diablo»  | Ganador   | [ 23 ] |
| 2020 | Premios Juventud             | La nueva generación del Regional Mexicano  | Él mismo         | Ganador   | [ 73 ] |
| 2020 | Premios Juventud             | La más picosa                              | «Amor tumbado»   | Ganador   | [ 32 ] |
| 2021 | Premio Lo Nuestro            | Artista revelación masculino               | Él mismo         | Nominado  | [ 74 ] |
| 2021 | Premio Lo Nuestro            | Canción del año: Regional Mexicano         | «Amor tumbado»   | Nominado  | [ 34 ] |
| 2021 | Premio Lo Nuestro            | Artista del año: Regional Mexicano         | Él mismo         | Nominado  | [ 75 ] |
| 2021 | Premios Latin American Music | Canción favorita                           | «Amor tumbado»   | Ganador   | [ 76 ] |
| 2021 | Premios iHeartRadio          | Mejor nuevo artista latino                 | Él mismo         | Nominado  | [ 77 ] |
| 2021 | Premios Billboard            | Artista regional mexicano del año          | Él mismo         | Nominado  | [ 78 ] |
| 2022 | MTV Europe Music Awards      | Mejor artista latinoamericano norte        | Él mismo         | Nominado  | [ 79 ] |
| 2022 | Premios Billboard            | Artista regional mexicano del año, solista | Él mismo         | Nominado  | [ 80 ] |